# Talanico
Talanico è una frazione del comune italiano di San Felice a Cancello, nella provincia di Caserta, in Campania.
Il borgo si trova lungo la strada che porta a Monte Sant'Angelo a Palombara.

## Storia
La frazione prende il nome dall'omonimo Monte Talanico appartenente al gruppo montuoso del Partenio.
In antichità Talanico ha fatto parte della città antica di Suessula.

## Geografia fisica
La zona di Talanico è nota per essere ai confini delle province di Caserta, Avellino e Benevento. Si trova nella zona-sud del comune di San Felice a Cancello, da cui dista circa 4 km, nonostante San Felice appartiene alla Pianura Campana, la frazione di Talanico ha un territorio prevalentemente collinare, caratterizzata da un paesaggio agricolo.

## Società
La località è molto nota per la produzione della nocciola riccia, per questo motivo si celebra ogni anno la sagra della nocciola.
A Talanico si celebra la festa patronale in onore dei Santi Pietro e Paolo.

## Infrastrutture e trasporti

### Strade
La frazione è attraversata in gran parte dalla via Talanico.

## Monumenti e luoghi di interesse
A Talanico è presente la nota Chiesa San Pietro Apostolo.